# Mortimer Adler
Pour les articles homonymes, voir Adler.
Mortimer Jerome Adler (New York, 28 décembre 1902 – Palo Alto, 28 juin 2001) est un philosophe américain, un éducateur et un auteur populaire. Comme philosophe il s'inscrit dans les traditions de l'aristotélisme et du thomisme. Il vécut de longues périodes à New York, Chicago, San Francisco et à San Mateo en Californie. Il travailla pour l'université Columbia, l'université de Chicago et l'Encyclopædia Britannica, ainsi que pour l'Institut pour la recherche philosophique qu'Adler avait fondé.

## Biographie

### New York
Adler est né à New York le 28 décembre 1902 d'une famille d'immigrants juifs. Il quitte brutalement l'école à 14 ans pour devenir pigiste au journal le New York Sun, avec l'ambition d'y devenir journaliste. Il reprend assez vite ses études en suivant des cours du soir, qui sont des cours d'écriture; il y découvre les travaux de quelques figures qu'il appellera bientôt les héros : Aristote, Thomas d'Aquin, John Locke, John Stuart Mill et d'autres Il s'inscrit ensuite à l'université Columbia et contribue au magazine littéraire des étudiants, The Morningside, (il y publie un poème Choice en 1922, lorsque Charles A. Wagner  était directeur en chef et Whittaker Chambers éditeur associé.). Bien qu'ayant échoué au test de natation pour l'obtention du diplôme de licence (B. A.) (une chose qui sera rectifiée lorsque Columbia lui décernera un titre honorifique en 1983), il reste à l'université, y reçoit une formation et finalement un doctorat en psychologie. C'est à l'Université Columbia qu'Adler publia son premier livre: Dialectic, en 1927.

### Chicago
En 1930 Robert Hutchins, le nouveau président de l'université de Chicago, de qui Adler est devenu l'ami quelques années auparavant, fait en sorte que  la Chicago Law School le recrute comme professeur de philosophie du droit ; les philosophes de Chicago (ce qui inclut James H. Tufts, E.A. Burtt et George H. Mead) firent part de « leurs sérieux doutes à propos des compétences d'Adler dans le champ de la philosophie » (anglais : « entertained grave doubts as to Dr. Adler's competence in the field [of philosophy] ») et firent résistance à l'embauche d'Adler. Adler était le premier « non-juriste » à rejoindre la faculté de l'École de droit. On peut noter qu'il enseigna aussi la philosophie à des cadres exécutifs à l'Institut Aspen.

### Great Bookset au-delà
Mortimer Adler et George Maynard Hutchins s'engagèrent dans le projet de fonder le programme Great Books of the Western World (en) à l'intérieur de la Great Books Foundation. Adler développa et pris la fonction de directeur de l'Institut pour la recherche philosophique (Institute for Philosophical Research) en 1952. Il fut nommé aussi au comité éditorial de l'Encyclopædia Britannica à partir de 1949 et pris la place de Hutchins comme président à partir de 1974. En tant que directeur éditorial qui  devait planifier la refonte de l'Encyclopédie Britannica à partir de la 15e édition de 1965, il joua un rôle clé dans la réorganisation des connaissances que devait présenter cette édition. Il introduisit une sorte de Guide, le Paideia Proposal qui prenait appui dans ses bases sur le Paideia Program, un cursus d'études de niveau scolaire centré sur la lecture guidée et sur la discussion d'œuvres et de travaux difficiles (jugés en tant que tels pour chaque niveau). Avec Max Weismann, il fonda un autre centre d'études, The Center for the Study of The Great Ideas, en 1990 à Chicago.

### Succès populaire
Adler a toujours cherché à présenter la philosophie aux masses et certains de ses livres (comme How to Read a Book – Comment lire un livre) devinrent des best-sellers populaires. Il se fit aussi l'avocat de la démocratie économique et rédigea une préface très influente à l'ouvrage de Louis O. Kelso, The Capitalist Manifesto. Adler fut souvent aidé dans sa pensée et ses écrits par Arthur Rubin, un vieil ami de ses premières années passées à Columbia. Selon ses propres termes :

« Contrairement à beaucoup de mes contemporains, je n'ai jamais écrit un livre pour mes collègues professeurs. Je n'ai absolument aucun intérêt pour une audience académique. Je m'intéresse à Joe Doakes. Un public général peut lire chacun des ouvrages que j'écris  – et le fait. »

Un critique, Dwight MacDonald, s'en prit perfidement au style populaire d'Adler, et dit : « M. Adler a écrit un jour un livre intitulé How to Read a Book. Il devrait maintenant lire un livre intitulé How to Write a Book. »

### Controverse
Adler a été une figure controversée dans certains cercles qui virent dans ses Great Books of the Western World un projet eurocentrique et racialement discriminant. Interrogé en 1990 sur l'absence dans ses Great Books of the Western World d'auteurs noirs, il répondit simplement, "They didn't write any good books (Ils n'ont écrit aucun bon livre)."

## Religion et théologie
Adler est né dans une famille juive non-observante. C'est dans ses 20 ans qu'il découvre Saint Thomas d'Aquin et en particulier la Somme Théologique. Plusieurs années plus tard, il écrivit que son 

« intellectual austerity, integrity, precision and brilliance...put the study of theology highest among all of my philosophical interests.(Tr. fr. : son austérité intellectuelle, son intégrité, sa précision, son brio … mirent l'étude de la théologie au-dessus de tous mes autres intérêts intellectuels.) »

En tant que  thomiste enthousiaste, il fut un contributeur régulier des journaux et revues philosophiques catholiques, de même qu'un orateur fréquent des institutions catholiques, à tel point que certains en ont conclu à sa conversion au catholicisme.
En 1940, James T. Farrell appela Adler « l'Américain le plus en vue de l'Église catholique romaine ». Ce qui était vrai pour Adler, dit Farrell, « était ce qui avait été postulé dans les dogmes de l'Église catholique romaine », et « il chante le même air »  que des philosophes catholiques avérés comme Étienne Gilson, Jacques Maritain et Martin D'Arcy. Farrell attribuait le fait qu'Adler temporisait son entrée dans l'Église catholique au fait qu'il « voulait le beurre et l'argent du beurre » (« he wanted their cake and...wanted to eat it too »), et le comparait à l'empereur Constantin, qui attendit d'être sur son lit de mort pour se faire baptiser.
Adler pris beaucoup de temps pour appréhender les questions théologiques. Lorsqu'il écrivit How to Think About God: A Guide for the Twentieth-Century Pagan en 1980 (Comment penser à Dieu : un guide pour le païen du XXe siècle), il dit s'adresser à lui-même la question exposée dans le sous-titre du livre. Dans le volume 51 de Mars Hill Audio Journal (2001), Ken Myers inclut son interview de 1980 avec Adler, qui eut lieu juste après la parution de How to Think About God. Myers se souvient : « During that interview, I asked him why he had never embraced the Christian faith himself. He explained that while he had been profoundly influenced by a number of Christian thinkers during his life,... there were moral – not intellectual – obstacles to his conversion. He didn't explain any further. » (tr. fr. « Durant cette interview, je lui demandais pourquoi il n'avait pas embrassé lui-même la foi chrétienne. Il expliqua que bien qu'ayant été influencé toute sa vie par nombre de penseurs chrétiens … il y avait des obstacles moraux  – mais non intellectuels  – à cette conversion. Il n'alla pas plus loin dans ses explications ».